# Hillebrandia sandwicensis
Hillebrandia sandwicensis Oliv. (i nomi comuni includono aka ʻaka ʻawa e puʻa maka nui) è una pianta erbacea tuberosa appartenente alla famiglia delle Begoniaceae ed è l'unica specie appartentente al genere Hillebrandia.

## Etimologia
Il nome del genere onora il medico tedesco William Hillebrand.

## Descrizione
In termini di morfologia, H. sandwicensis è simile alla Begonia, ma le differenze nella struttura dei fiori, nella morfologia dei pollini e nei frutti separano i due generi. Produce tuberi, a cui muoiono parti fuori terra della pianta dopo aver prodotto frutti in estate. I semi sono molto piccoli. Fiorisce da febbraio a giugno. È monoica, con rami succulenti.

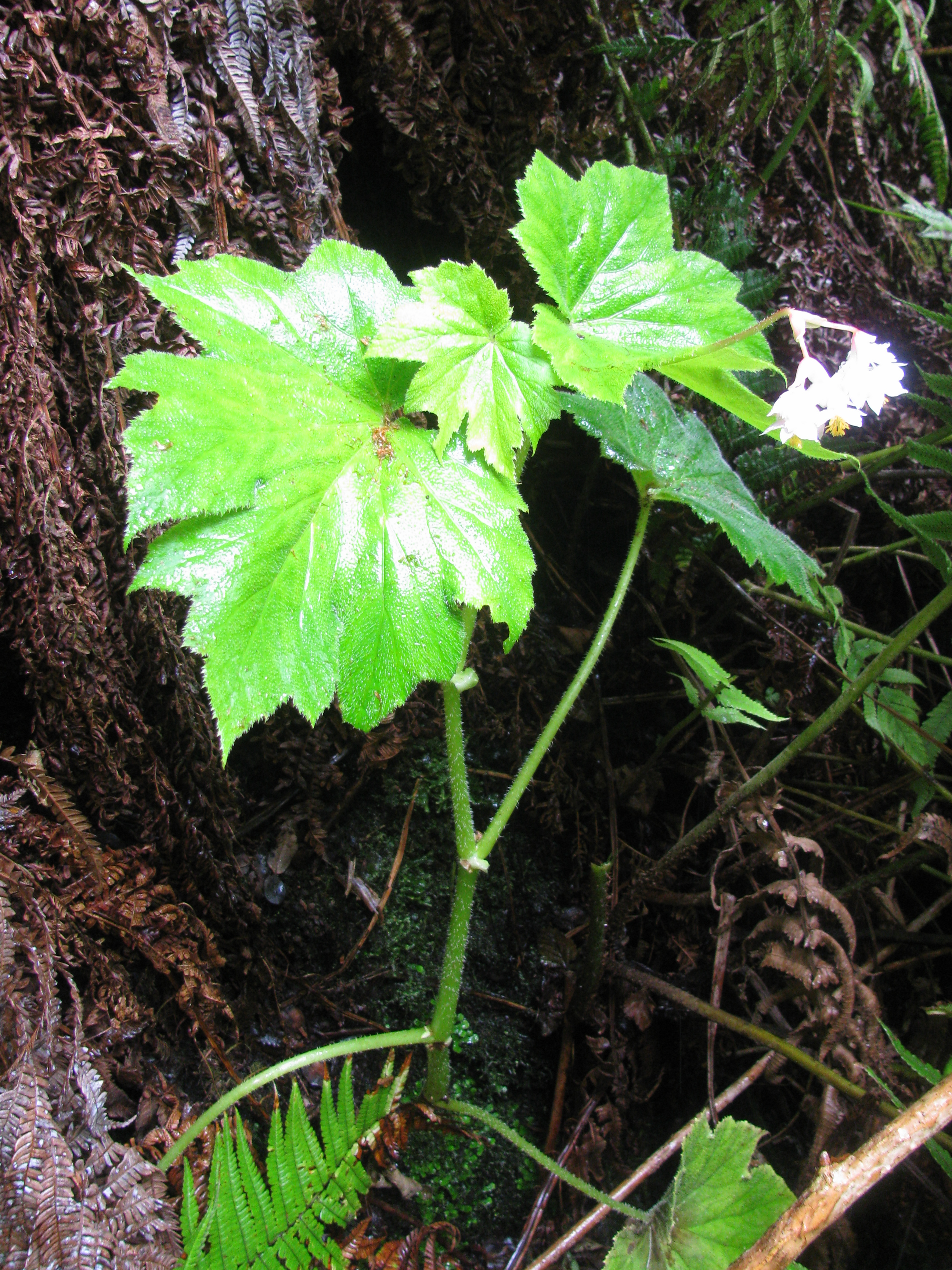
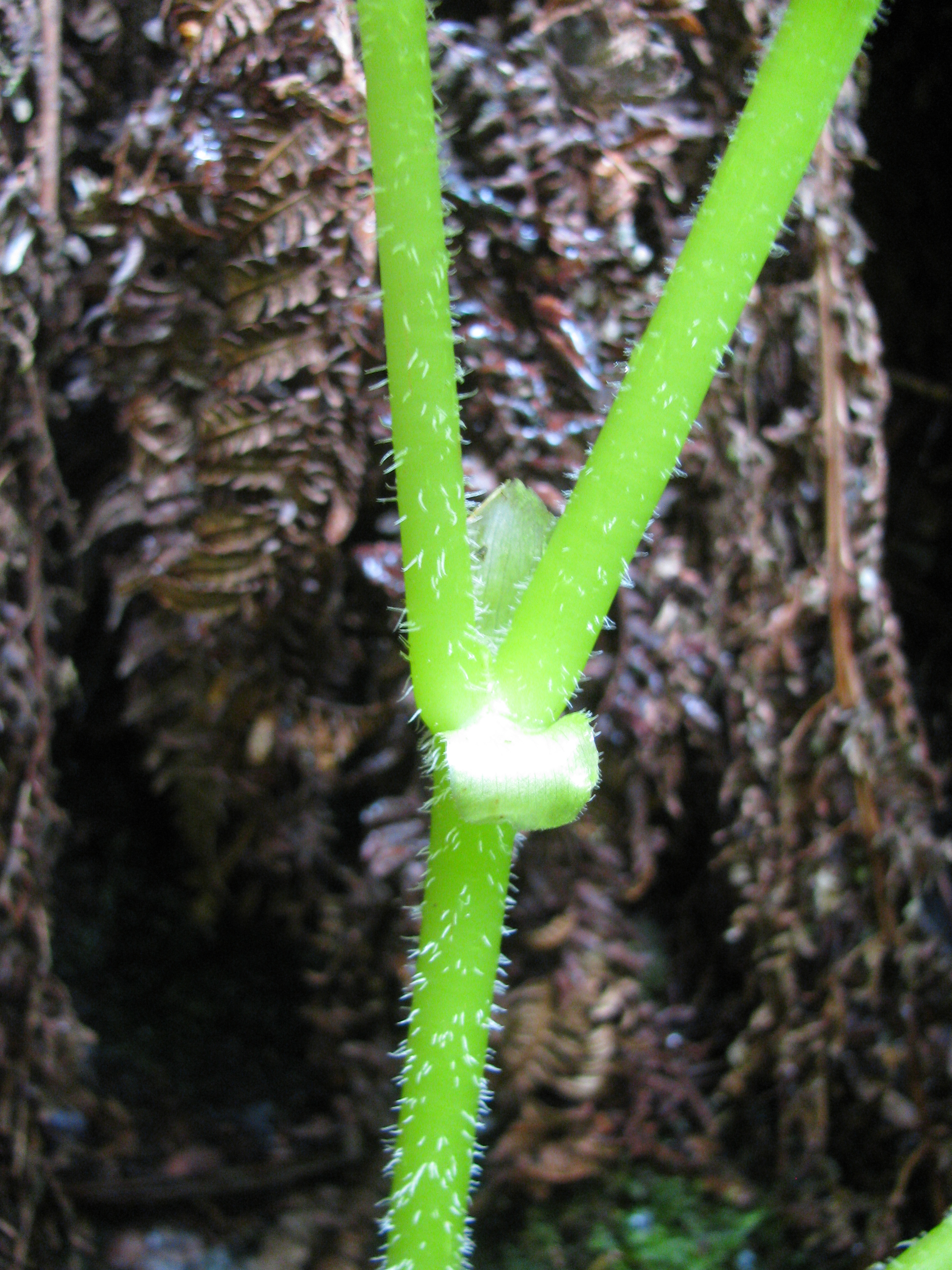
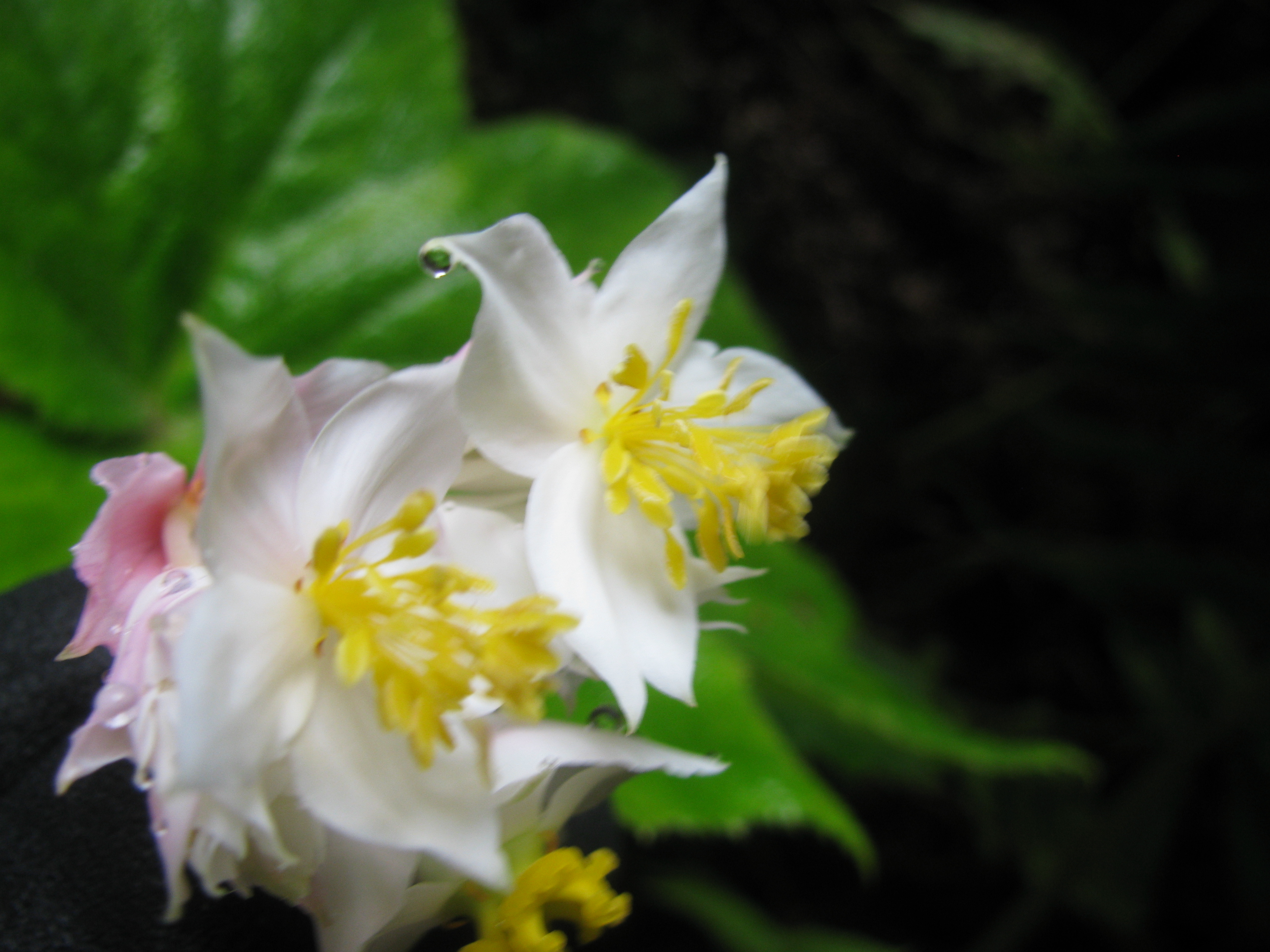

## Distribuzione e habitat
La pianta è nativa ed è originaria di alcune delle isole Hawaii, la si trova nei burroni umidi coperti di foreste ad altitudini di 900-1800 metri. H. sandwicensis si trova attualmente solo nelle isole di Maui, Molokai e Kauai . È localmente estinto su Oahu e non appare su Big Island. Nonostante l'abbondanza di habitat adatto, la specie è localizzata e non comune. Appare sempre più rara, ma, nonostante questo, non è classificata nella Lista rossa IUCN. Tuttavia, un documento del 1999 della American Fish and Wildlife Service ha fatto la lista H. sandwicensis come una delle 202 "specie minacciate".